# E. Howard Gorges

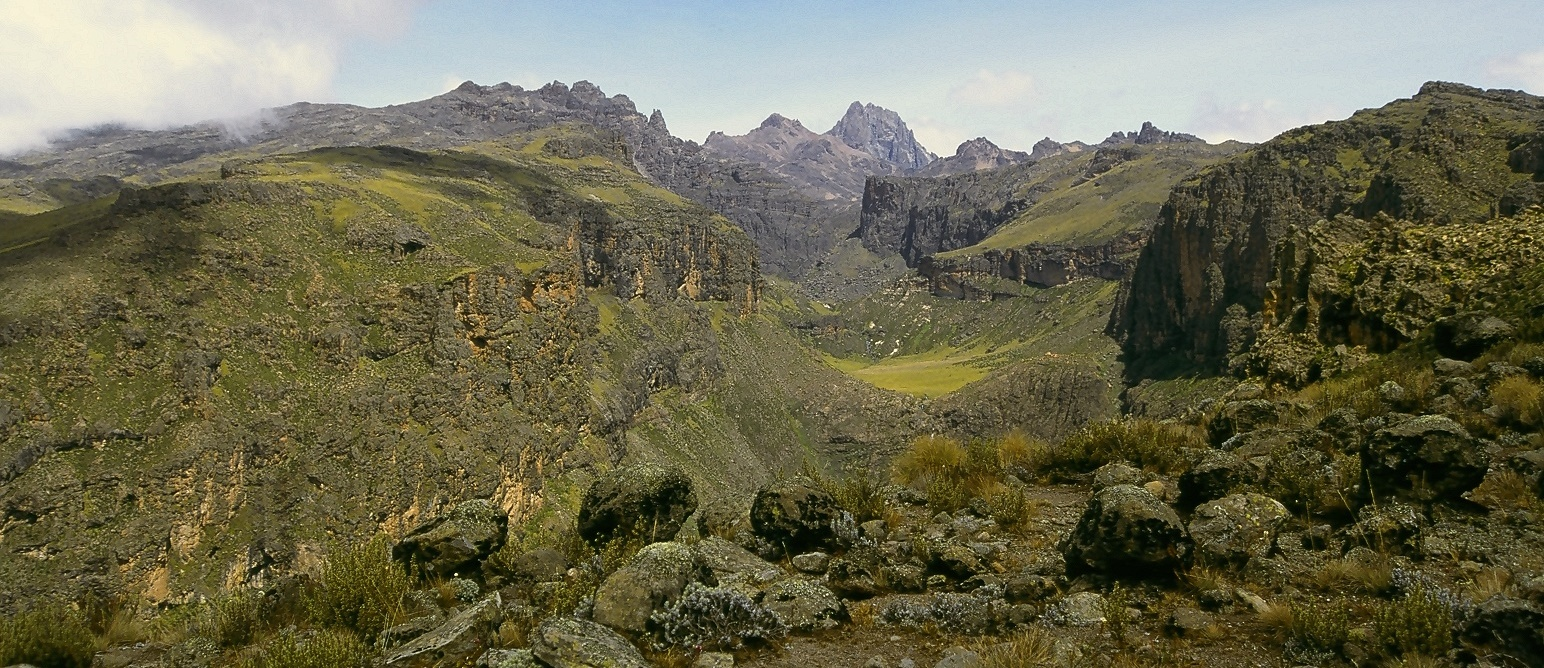
Gorges Valley, Chogoria Route, Mount-Kenya-Massiv

Edmund Howard Gorges, CB, DSO, (geb. am 23. November 1868 in Portsmouth; gest. am 26. Oktober 1949 in Petersfield (Hampshire)) war ein britischer Brigadegeneral und Kommandeur des West African Regiments von 1914 bis 1916.
Im Oktober 1914 gewann er die Schlacht von Jabassi gegen deutsche Truppen unter Hauptmann Haedicke, Teil der Kamerun-Kampagne im Ersten Weltkrieg.
Der Gorges Valley auf der Chogoria Route am Mount-Kenya-Massiv wurde nach ihm benannt.